# فريدريك فريلينغايسن (سياسي)
فريدريك فريلينغايسن هو محامي وسياسي أمريكي، ولد في 13 أبريل 1753 في سومرفيل في الولايات المتحدة، وتوفي في 13 أبريل 1804 في ميلستون في الولايات المتحدة. نشط حزبياً في Pro-Administration Party (United States) ‏.

## مناصب
- انتخب عضو مجلس الشيوخ الأمريكي [الإنجليزية]‏ عن دائرة New Jersey Class 2 senate seat ‏ خلال فترته النيابية [الإنجليزية]‏ (4 مارس 1795 – 12 نوفمبر 1796).
- انتخب عضو مجلس الشيوخ الأمريكي [الإنجليزية]‏ عن دائرة New Jersey Class 2 senate seat ‏ خلال فترته النيابية [الإنجليزية]‏ (4 مارس 1793 – 4 مارس 1795).
- انتخب عضو جمعية نيوجيرسي العامة ‏.
- انتخب عضو مجلس الشيوخ الأمريكي [الإنجليزية]‏ (4 مارس 1793 – 12 نوفمبر 1796).